# Microrégion de Guanambi
 (février 2025).
Si vous disposez d'ouvrages ou d'articles de référence ou si vous connaissez des sites web de qualité traitant du thème abordé ici, merci de compléter l'article en donnant les références utiles à sa vérifiabilité et en les liant à la section « Notes et références ».
La microrégion de Guanambi est l'une des huit microrégions qui subdivisent le centre-sud de l'État de Bahia au Brésil.
Elle comporte 18 municipalités qui regroupaient 363 396 habitants en 2006 pour une superficie totale de 22 669 km2.

## Municipalités[1]
- Caculé
- Caetité
- Candiba
- Guanambi
- Ibiassucê
- Igaporã
- Iuiú
- Jacaraci
- Lagoa Real
- Licínio de Almeida
- Malhada
- Matina
- Mortugaba
- Palmas de Monte Alto
- Pindaí
- Riacho de Santana
- Sebastião Laranjeiras
- Urandi